# Nonagon Infinity
Nonagon Infinity é o oitavo álbum de estúdio da banda australiana de rock psicodélico King Gizzard & the Lizard Wizard. Foi lançado em 29 de abril de 2016 pela ATO Records.  O álbum foi composto em torno da ideia de ser tocado em um "loop infinito", isto é, cada música flui naturalmente para a seguinte e a última retorna para a primeira, de modo que "o disco pode ser tocado de frente para trás, de frente para trás e o som não vai quebrar."  O título do álbum faz referência a essa ideia, já que suas nove músicas poderiam ser tocadas "infinitamente".
Nonagon Infinity foi bem avaliado pela crítica especializada, recebendo uma pontuação média de 83/100 no Metacritic, com base em 14 críticas.

## Faixas[4]
Todas as faixas escritas e compostas por Stu Mackenzie. 
| N.º            | Título            | Duração |  |
| 1.             | "Robot Stop"      | 5:22    |  |
| 2.             | "Big Fig Wasp"    | 4:54    |  |
| 3.             | "Gamma Knife"     | 4:21    |  |
| 4.             | "People-Vultures" | 4:45    |  |
| 5.             | "Mr. Beat"        | 4:56    |  |
| 6.             | "Evil Death Roll" | 7:14    |  |
| 7.             | "Invisible Face"  | 3:01    |  |
| 8.             | "Wah Wah"         | 2:54    |  |
| 9.             | "Road Train"      | 4:18    |  |
| Duração total: | Duração total:    | 41:45   |  |

## Créditos[4]
King Gizzard and the Lizard Wizard
- Michael Cavanagh – bateria, conga
- Ambrose Kenny-Smith – gaita, órgão
- Stu Mackenzie – vocais, guitarra elétrica, sintetizador, órgâo, zurna
- Joey Walker – guitarra elétrica, setar, sintetizador
- Cook Craig – guitarra elétrica, sintetizador
- Lucas Skinner – baixo elétrico
- Eric Moore – bateria

Produção
- Wayne Gordon – gravação
- Paul Maybury – gravação (faixas 2, 4, 7)
- Michael Badger – gravação vocal, mixagem
- Stu Mackenzie – gravação vocal adicional, mixagem adicional
- Joe Carra – masterização
- Jason Galea – arte
- Danny Cohen – fotografia